# Glutarredoxina
Glutarredoxinas são pequenas enzimas redox compostas por cerca de cem resíduos aminoácidos que usam a glutationa como cofactor. As glutarredoxinas são oxidadas por substratos, e reduzidas de forma não enzimática pela glutationa. Ao contrário das tiorredoxinas, que são reduzidas pelas tiorredoxina redutase, não existe nenhuma oxidorreductase que reduza as glutarredoxinas. Em vez disso, as glutarredoxinas são reduzidas através da oxidação da glutationa. A glutationa oxidada é então regenerada pela glutationa redutase. Juntos, estes componentes dão forma ao sistema da glutationa.